# جيم لسكتف
جيم لسكتف (بالإنجليزية: Jim Loscutoff)‏ (مواليد 4 فبراير 1930 في سان فرانسيسكو - 1 ديسمبر 2015)، كان لاعب كرة سلة أمريكي بدأ مسيرته الاحترافية في سنة 1955. يبلغ طوله 6 قدم 5 بوصة (2.0 م). اعتزل اللعب في 1964.

## فرق لعب لها
- بوسطن سيلتكس

## روابط خارجية
- جيم لسكتف على موقع إن بي أي (الإنجليزية)
- جيم لسكتف على موقع سبورتس رفرنس (الإنجليزية)
- جيم لسكتف على موقع كلية كرة السلة في سبورتس رفرنس.كوم (الإنجليزية)
- جيم لسكتف على موقع ريلجم (الإنجليزية)
- جيم لسكتف على موقع بروبوليرز (الإنجليزية)